# جعفر مخبر فرهمند
جعفر مخبر فرهمند  سیاست‌مدار ایرانی بود، که در  دوره بیست و دوم   بعنوان نماینده بهار در مجلس شورای ملی حضور داشت. 